# Новоказанка (Оренбургская область)
Новоказанка — деревня в Кувандыкском городском округе Оренбургской области.

## География
Находится на расстоянии примерно 25 километров по прямой на северо-восток от окружного центра города Кувандык.

## Климат
Климат умеренно континентальный. Времена года выражены чётко. Среднегодовая температура по району изменяется от +4,0 °C до +4,8 °C. Самый холодный месяц года — январь, среднемесячная температура около −20,5…−35 °C. Атмосферных осадков за год выпадает от 300 до 450—550 мм, причём большая часть приходится на весенне-летний период (около 70 %). Снежный покров довольно устойчив, продолжительность его, в среднем, 150 дней.

## История
По преданию, основана в 1900 году или немного раньше переселенцами из Воронежской и Пензенской губерний. Название, очевидно, дано по старой родине — селу Казанка. Имеется у него ещё два названия. Первое известно башкирскому населению — Ак-Кэпэс, другое же — Белошапка — считается дословным переводом первого. До 2016 года входило в Оноприеновский сельсовет Кувандыкского района, после реорганизации этих муниципальных образований в составе Кувандыкского городского округа.

## Население
Постоянное население в 2002 году составляло 259 человек (русские — 79 %), 184 в 2010 году.